# Náušnice

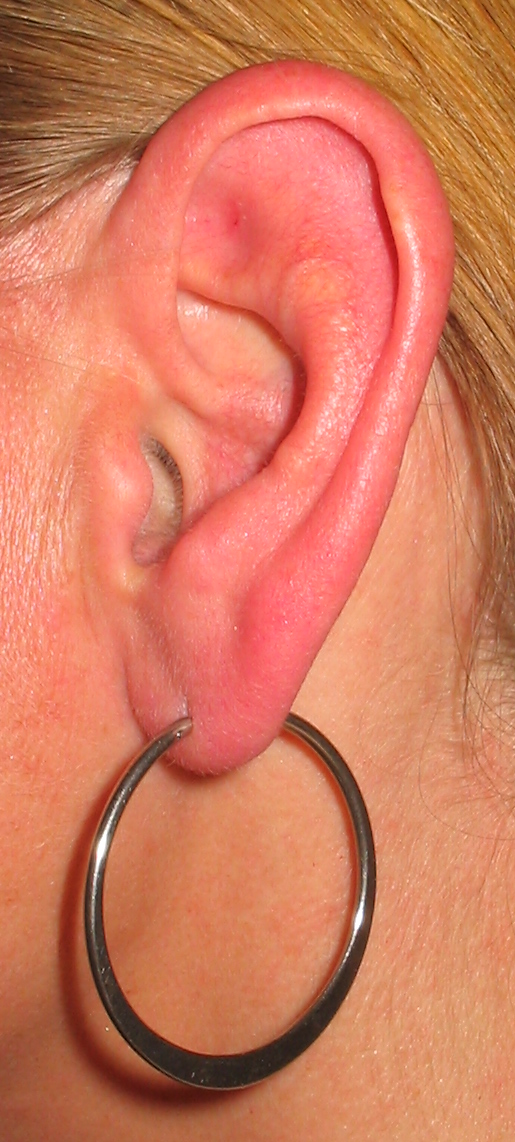
Kruhová náušnice v uchu

Náušnice je ozdoba, která se nosí na uchu. Nošení náušnic je nejtypičtější pro ženy, nosí je ale i někteří muži. V západní společnosti se uši dříve běžně píchaly ženám už jako malým holčičkám, od čehož se v současné době z etických ale i zdravotních důvodů ustupuje a v některých zemích je píchání uší v kojeneckém věku nelegální. 
Náušnice v historii mohly symbolizovat společenské a finanční postavení nositelky (náušnice s diamanty, ze zlata nebo jiných drahých kovů). V současnosti se ale k aplikaci šperků přistupuje většinou z ryze módních důvodů.

## Historie náušnic
Náušnice bývaly v minulosti důležitým ukazatelem náboženské nebo kmenové identity nositele. První zmínky o jejich používání jsou datovány do roku 3000 př. n. l. První archeologické nálezy náušnic pocházejí z roku 2500 př. n. l. a byly učiněny v královské hrobce na území dnešního Iráku. Tímto nálezem se potvrdilo, že náušnice sloužily svému nositeli také jako důkaz bohatství a postavení, o čemž svědčí i používání náušnic samotným králem Tutanchamonem.

## Materiály
Náušnice se vyrábějí z různých materiálů, zejména z těchto:
- kovy – zlato, titan, stříbro, ocel, platina, aj.
- plast
- přírodní materiály – např. dřevo, slonovina, pryskyřice, aj.

Kovové náušnice jsou často doplněny ozdobami z transparentních materiálů jako skla, drahokamů či polodrahokamů.

## Druhy zapínání náušnic
Existuje několik druhů zapínání náušnic. Nejčastěji se setkáme s puzetou, šroubkem či klapkou.
Puzeta
Uzávěr ve tvaru puzety se u tohoto typu zapínání navléká na dřík (tyčku) náušnice. Dřík je opatřen zářezem, do kterého puzeta zapadne. Puzeta drží na uchu trochu méně než šroubovací typ balónek. Na druhou stranu, pokud se náušnice dítěti o něco zachytí, povolí dříve, což může zabránit případnému poranění ucha. Toto zapínání je populární zejména v západní Evropě.
Šroubek
U pecek můžete zvolit také zapínání na šroubek, kdy je tyčinka náušnice opatřena závitem. Jedná se o bezpečný způsob zapínání. Pokud si ale náušnice sundáváte každý den, je vhodnější dát přednost puzetě.
Dámský patent
Závěs je opatřen klapkou, která náušnici uzavře, a tím zabrání otevření a případné ztrátě.
Ruský patent
Ruský patent se často označuje také jako řecký či francouzský patent. Zapínání se podobá dámskému patentu. Celá část zapínání náušnice je ale schovaná v uchu či na zadní straně
Balónek
Velmi bezpečné zapínání, maximálně omezující ztrátu náušničky. U tohoto zapínání je třeba zvýšené hygieny, často se v něm usazují nečistoty (mýdlo, krém). Balónek je velmi populární v ČR.
Na klapku
Zapínání je umístěno na zadní straně náušnice a je opatřeno klapkou, která náušnici uzavře a brání tak jejímu otevření a ztrátě. Obecně se u náušnic toto zapínání používá nejčastěji. Je vhodné pro větší slečny od 5 do 15 let.

#### Labret/Barbell
Tento tvar využívají především piercingové šperky. Šperk je rovný a jeho zadní stranu tvoří placka nebo kulička, takže jsou šperky pohodlné i při spánku a proto není nutné je na noc vyndavat. Jsou tedy vhodné i pro aplikaci při píchání uší.

## Propichování uší
Aby se náušnice daly nosit, je třeba penetrovat ušní lalůček. U dívek se k tomuto zákroku v minulosti přistupovalo nejčastěji mezi 3. až 6. měsícem věku, po kombinovaném očkování tzv. hexavakcíně, ale v současnosti se od píchání uší v kojeneckém věku častěji ustupuje. Jedním z důvodů bývá etický aspekt, kdy rodiče nechávají rozhodnutí udělat tento trvalý, ale zbytný zásah do těla na rozhodnutí dítěte. 
Dalším důvodem je, že v kojeneckém věku lalůček často není dostatečně velký ani definitivně vytvarovaný, takže v dospělosti se dírka s vývojem těla může dostat na místo, kde nepůsobí esteticky, případně znemožňuje nošení některých typů šperků. Ušní lalůčky píchnuté v kojeneckém věku v dospělosti většinou nezarostou. 
V neposlední řadě je dítě vystaveno zbytečnému stresu a bolesti, přičemž do určitého věku není možné mu vysvětlit, aby se hojícího se místa nedotýkalo a může tak dojít k poranění, zatržení nebo infekci. 
Metody penetrace ušního lalůčku se používají nejčastěji dvě, a to propíchnutí nebo nastřelení. 
U propíchnutí se používá sterilní jehla, která penetruje lalůček. Následně se protáhne požadovaný šperk. Výhodou této metody je její přesnost. Tato metoda je při provádění v profesionálních podmínkách také velmi rychlá a především bezpečná.
Metoda nastřelení se provádí nastřelovací pistolí, přičemž je lalůček tlakem perforován samotným šperkem. Výhodou je její rychlost. Pro tuto metodu se nejčastěji využívají šperky zakončené puzetkou. Nevýhodou může být tvar šperku, který může být nepohodlný při spánku a snížená možnost kontroly nad tlakem na lalůček při nastřelení, což může vést k deformaci dírky. 3
Hojení lalůčků trvá nejčastěji dva až tři měsíce. Po tuto dobu je vhodné lalůčky čistit, aby se okolí šperků nezanášelo nečistotami.

## Způsob uchycení na ucho
Existuje několik způsobů uchycení náušnice na ucho:
Visací
Zúžený konec náušnice se provlékne dírkou v uchu a zajistí se speciální koncovkou.
Kruhy
Zúžený konec náušnice se provlékne dírou v uchu a spojí se s druhým koncem; vznikne tedy jakýsi uzavřený kruh.
Klipsová
Máušnice se uchycuje přicvaknutím klipsu (klipsny) na ucho. Na rozdíl od jiných typů není nutné mít propíchnuté ucho.
Study (pecky)
Zapínání je schováno za ušním lalůčkem. Tzv. dřík se provlékne dírou v uchu a zajistí se speciální koncovkou (tzv. balóknem nebo puzetou).
V některých případech může mít porušení citlivých bodů v uchu negativní (většinou dočasný) vliv na zdraví. Po propíchnutí ucha je dobré vpich vydezinfikovat alkoholem nebo speciálními dezinfekčními přípravky.

## Obrázky

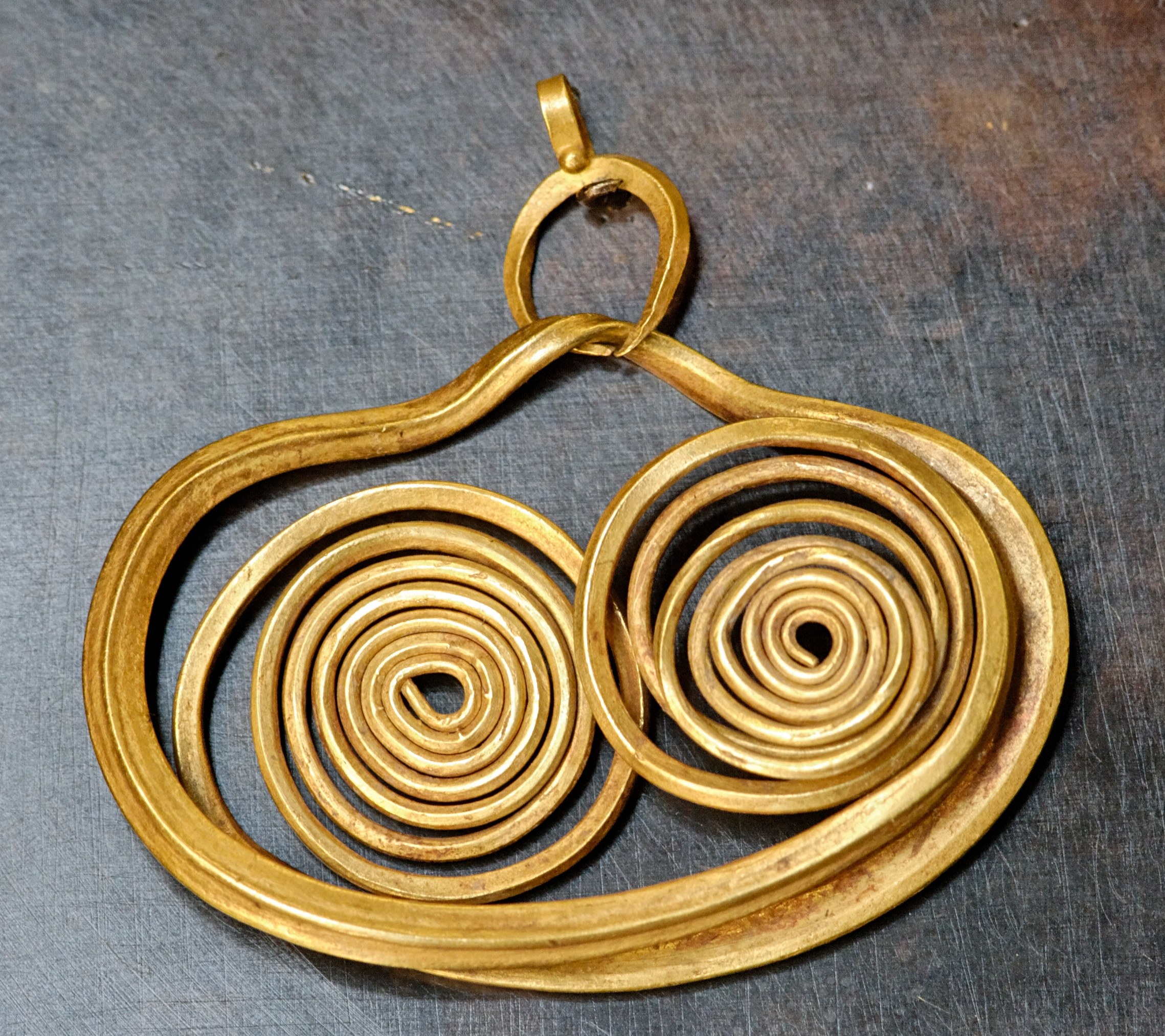
Zlatá náušnice (Mykény, 18. stol. př. n. l.)
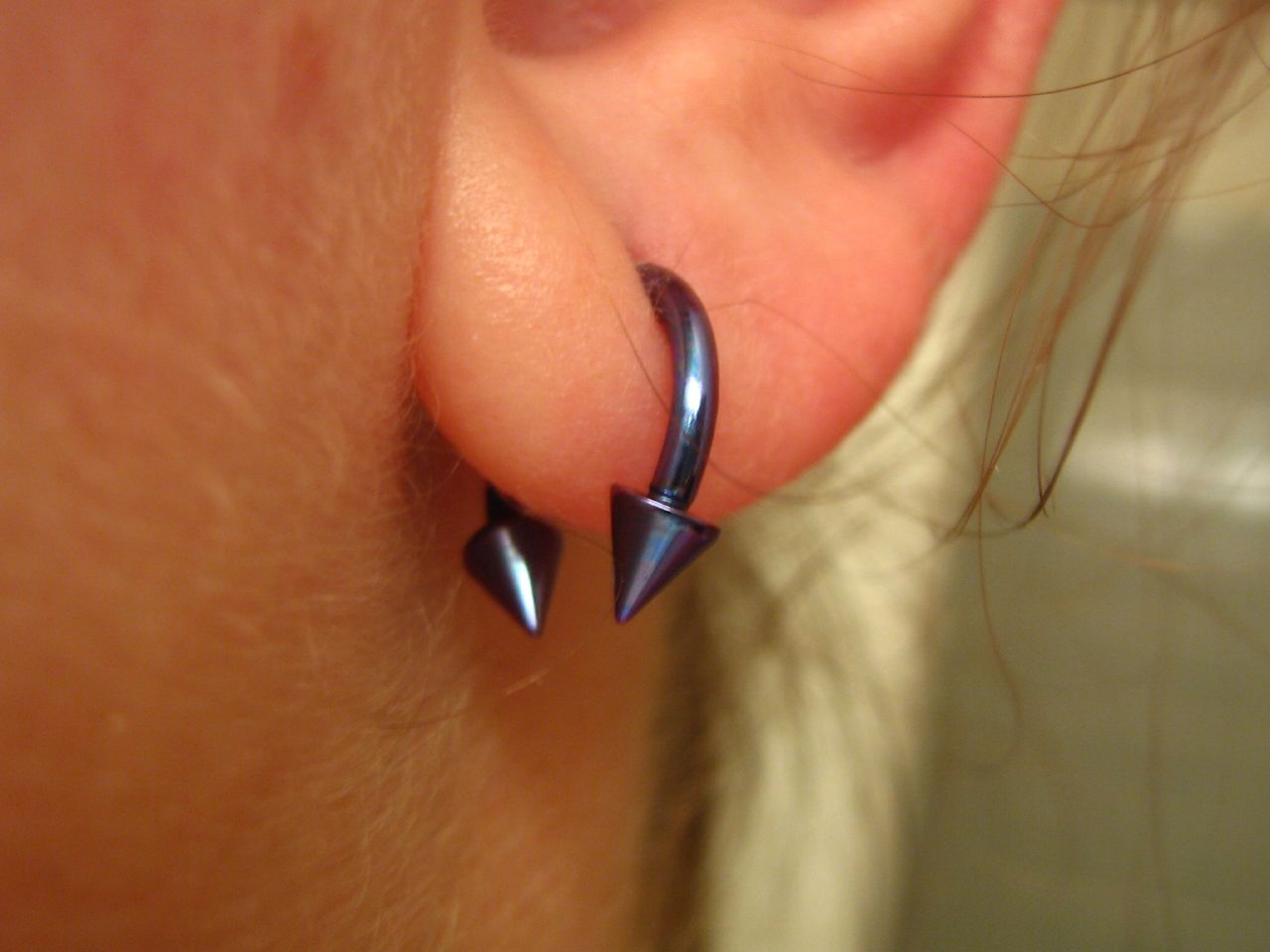
Náušnice
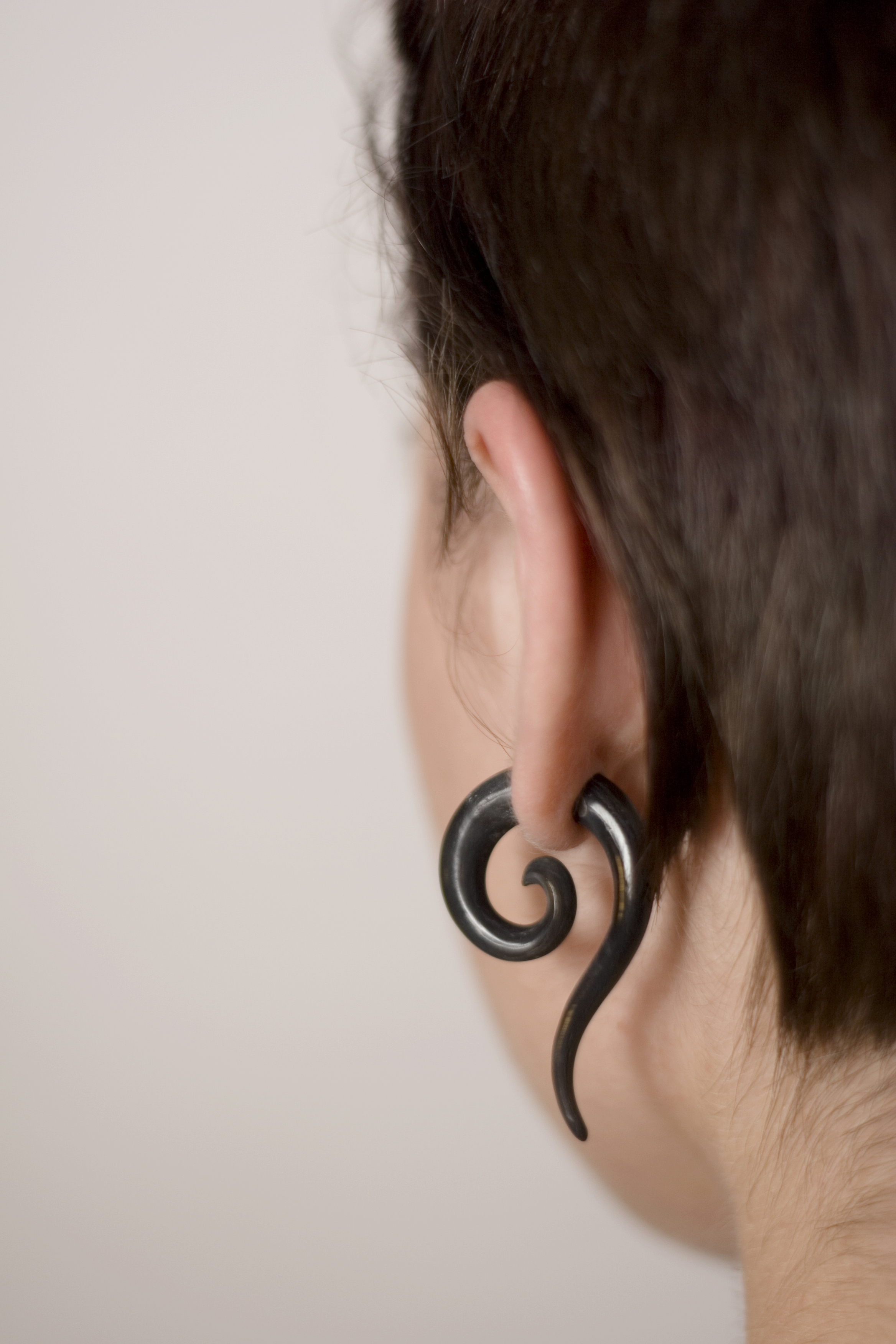
Náušnice
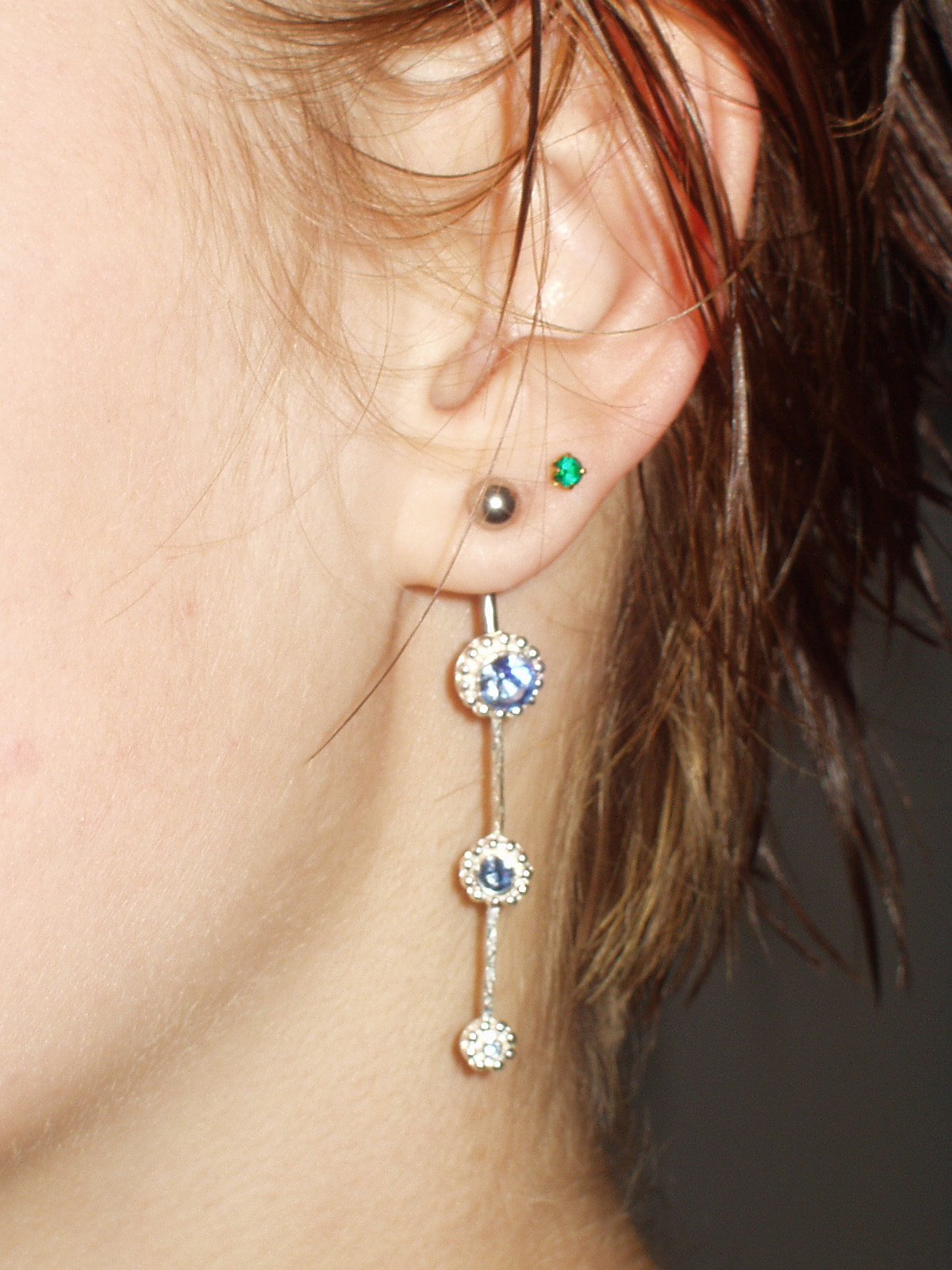
Náušnice